# Denver Broncos 2006
La stagione 2006 dei Denver Broncos è stata la 37ª della franchigia nella National Football League, la 47ª complessiva e la 11ª con Mike Shanahan come capo-allenatore. Dopo il record di 13-3 e la finale di conference della stagione precedente, la squadra scese a un bilancio di 9-7, non sufficiente per fare ritorno ai playoff.

## Scelte nel Draft 2006
| † | = Pro Bowler |

| Scelte dei Broncos nel Draft 2006 |     |                    |    |                  |               |
| 1                                 | 11  | Jay Cutler †       | QB | Vanderbilt       | Da St. Louis  |
| 2                                 | 61  | Tony Scheffler     | TE | Western Michigan |               |
| 4                                 | 119 | Brandon Marshall † | WR | UCF              | Da Washington |
| 4                                 | 126 | Elvis Dumervil †   | DE | Louisville       |               |
| 4*                                | 130 | Domenik Hixon      | WR | Akron            |               |
| 5                                 | 161 | Chris Kuper        | G  | North Dakota     |               |
| 6                                 | 198 | Greg Eslinger      | C  | Minnesota        |               |

## Calendario
| Stagione regolare |                    |                         |                    |                    |                    |
| Turno             | Data               | Avversario              | Risultato          | Pubblico           |                    |
| 1                 | 10/9/2006          | at St. Louis Rams       | S 18–10            | 65,577             |                    |
| 2                 | 17/9/2006          | Kansas City Chiefs      | V 9–6              | 76,786             |                    |
| 3                 | 24/9/2006          | at New England Patriots | V 17–7             | 68,756             |                    |
| 4                 | Settimana di pausa | Settimana di pausa      | Settimana di pausa | Settimana di pausa | Settimana di pausa |
| 5                 | 9//2006            | Baltimore Ravens        | V 13–3             | 76,355             |                    |
| 6                 | 15/10/2006         | Oakland Raiders         | V 13–3             | 76,691             |                    |
| 7                 | 22/10/2006         | at Cleveland Browns     | V 17–7             | 73,024             |                    |
| 8                 | 29/10/2006         | Indianapolis Colts      | S 34–31            | 76,767             |                    |
| 9                 | 5/11/2006          | at Pittsburgh Steelers  | V 31–20            | 64,661             |                    |
| 10                | 12/11/2006         | at Oakland Raiders      | V 17–13            | 62,094             |                    |
| 11                | 19/11/2006         | San Diego Chargers      | S 35–27            | 76,723             |                    |
| 12                | 23/11/2006         | at Kansas City Chiefs   | S 19–10            | 79,484             |                    |
| 13                | 3/12/2006          | Seattle Seahawks        | S 23–20            | 76,146             |                    |
| 14                | 10/12/2006         | at San Diego Chargers   | S 48–20            | 67,514             |                    |
| 15                | 17/12/2006         | at Arizona Cardinals    | V 37–20            | 63,845             |                    |
| 16                | 24/12/2006         | Cincinnati Bengals      | V 24–23            | 75,759             |                    |
| 17                | 31/12/2006         | San Francisco 49ers     | S 26–23            | 75,555             |                    |

## Classifiche
| AFC West               | AFC West | AFC West | AFC West | AFC West | AFC West | AFC West | AFC West | AFC West | AFC West |
|                        | V        | S        | P        | %        | DIV      | CONF     | PF       | PS       | Str.     |
| ---------------------- | -------- | -------- | -------- | -------- | -------- | -------- | -------- | -------- | -------- |
| (1) San Diego Chargers | 14       | 2        | 0        | .875     | 5–1      | 10–2     | 492      | 303      | V10      |
| (6) Kansas City Chiefs | 9        | 7        | 0        | .563     | 4–2      | 5–7      | 331      | 315      | V2       |
| Denver Broncos         | 9        | 7        | 0        | .563     | 3–3      | 8–4      | 319      | 305      | S1       |
| Oakland Raiders        | 2        | 14       | 0        | .125     | 0–6      | 1–11     | 168      | 332      | S9       |